# 短時間労働者及び有期雇用労働者の雇用管理の改善等に関する法律
短時間労働者及び有期雇用労働者の雇用管理の改善等に関する法律（たんじかんろうどうしゃおよびゆうきこようろうどうしゃのこようかんりのかいぜんとうにかんするほうりつ、平成5年6月18日法律第76号）は、短時間労働者の雇用管理等に関する日本の労働法である。通称は、パートタイム労働法やパート労働法など。2020年4月の改正法施行により法の対象となる労働者の範囲を拡大したことから、題名を短時間労働者の雇用管理の改善等に関する法律から現題名へと変更した。
2015年（平成27年）の改正により、事業主の責務が強化された一方で、短時間労働援助センターの規定は削除された。

## 構成
- 第一章 総則（第1条-第4条）
- 第二章 短時間・有期雇用労働者対策基本方針（第5条）
- 第三章 短時間・有期雇用労働者の雇用管理の改善等に関する措置等
  - 第一節 雇用管理の改善等に関する措置（第6条-第18条）
  - 第二節 事業主等に対する国の援助等（第19条-第21条）
- 第四章 紛争の解決
  - 第一節 紛争の解決の援助（第22条-第24条）
  - 第二節 調停（第25条-第27条）
- 第五章 雑則（第28条-第31条）
- 附則

## 目的
この法律は、日本における少子高齢化の進展、就業構造の変化等の社会経済情勢の変化に伴い、短時間・有期雇用労働者の果たす役割の重要性が増大していることに鑑み、短時間・有期雇用労働者について、その適正な労働条件の確保、雇用管理の改善、通常の労働者への転換の推進、職業能力の開発及び向上等に関する措置等を講ずることにより、通常の労働者との均衡のとれた待遇の確保等を図ることを通じて短時間・有期雇用労働者がその有する能力を有効に発揮することができるようにし、もってその福祉の増進を図り、あわせて経済及び社会の発展に寄与することを目的とする（第1条）。
- 「あわせて経済及び社会の発展に寄与する」とは、少子高齢化、労働力人口減少社会に入った日本においては、短時間労働者について、通常の労働者と均衡のとれた待遇の確保や通常の労働者への転換の推進等を図ることは、短時間労働者の福祉の増進を図ることとなるだけでなく、短時間労働者の意欲、能力の向上やその有効な発揮等による労働生産性の向上等を通じて、経済及び社会の発展に寄与することともなることを明らかにしたものである（平成26年7月24日基発2号）。
- どのような雇用形態を選択しても納得が得られる待遇が受けられ、多様な働き方を自由に選択できるようにする観点から、行政指導、紛争の解決等も含めて一体的に対応するため、いわゆる非正規雇用労働者のうち、直接雇用である短時間労働者と有期雇用労働者を法の対象としたものであること（平成31年1月30日基発0130第1号／職発0130第6号／雇均発0130第1号／開発0130第1号）。

短時間・有期雇用労働者及び短時間・有期雇用労働者になろうとする者は、生活との調和を保ちつつその意欲及び能力に応じて就業することができる機会が確保され、職業生活の充実が図られるように配慮されるものとする（第2条の2）。
- 短時間・有期雇用労働者としての就業は、労働者の多様な事情を踏まえた柔軟な就業のあり方として重要な意義を有しているが、短時間・有期雇用労働者の職務の内容が意欲や能力に見合ったものでない場合、待遇に対する納得感や、意欲及び能力の有効な発揮が阻害されるほか、短時間・有期雇用労働者としての就業を実質的に選択することができないこととなりかねない。そこで、本条は、短時間・有期雇用労働者としての就業が、柔軟な就業のあり方という特長を保ちつつ、労働者の意欲及び能力が有効に発揮できるものとなるべきであるとの考え方のもと、短時間・有期雇用労働者及び短時間・有期雇用労働者になろうとする者が、生活との調和を保ちつつその意欲や能力に応じて就業することができる機会が確保されるべきことを基本的理念として明らかにしたものであること。あわせて、短時間・有期雇用労働者が充実した職業生活を送れるようにすることが、社会の活力を維持し発展させていくための基礎となるとともに、短時間・有期雇用労働者の福祉の増進を図る上でも不可欠であることに鑑み、その職業生活の充実が図られるような社会を目指すべきであることから、その旨についても基本的理念として明らかにしたものであること。本条の基本的理念は、事業主等の責務やこれらを踏まえた各種措置等とあいまって、短時間・有期雇用労働者という就業のあり方を選択しても納得が得られる待遇が受けられ、多様な働き方を自由に選択できる社会の実現を図るものであること（平成31年1月30日基発0130第1号／職発0130第6号／雇均発0130第1号／開発0130第1号）。

## 定義
この法律において「短時間労働者」とは、1週間の所定労働時間が同一の事業主に雇用される通常の労働者（当該事業主に雇用される通常の労働者と同種の業務に従事する当該事業主に雇用される労働者にあっては、厚生労働省令で定める場合を除き、当該労働者と同種の業務に従事する当該通常の労働者）の1週間の所定労働時間に比し短い労働者をいう（第2条1項）。
- 短時間労働者であるか否かの判定は、以下の要件を踏まえ行うものであること。その際、パートタイマー、アルバイト、契約社員など名称の如何は問わないものであること。したがって、名称が「パートタイマー」であっても、当該事業主に雇用される通常の労働者と同一の所定労働時間である場合には、法の対象となる短時間労働者には該当しないものであること。ただし、このような者であっても、有期雇用労働者に該当する場合には、法の対象となるものであること。なお、派遣労働者については、派遣先において法が適用されることはないものの、法とは別途、労働者派遣事業の適正な運営の確保及び派遣労働者の保護等に関する法律（労働者派遣法）により、就業に関する条件の整備を図っているものであること（平成31年1月30日基発0130第1号／職発0130第6号／雇均発0130第1号／開発0130第1号）。
  - 「通常の労働者」とは、社会通念に従い、比較の時点で当該事業主において「通常」と判断される労働者をいうこと。当該「通常」の概念については、就業形態が多様化している中で、いわゆる「正規型」の労働者が事業所や特定の業務には存在しない場合も出てきており、ケースに応じて個別に判断をすべきものである。具体的には、「通常の労働者」とは、いわゆる正規型の労働者及び事業主と期間の定めのない労働契約を締結しているフルタイム労働者（無期雇用フルタイム労働者）をいうものであること。また、法が業務の種類ごとに短時間労働者を定義していることから、「通常」の判断についても業務の種類ごとに行うものであること。この場合において、いわゆる正規型の労働者とは、労働契約の期間の定めがないことを前提として、社会通念に従い、当該労働者の雇用形態、賃金体系等（例えば、長期雇用を前提とした待遇を受けるものであるか、賃金の主たる部分の支給形態、賞与、退職金、定期的な昇給又は昇格の有無）を総合的に勘案して判断するものであること。また、無期雇用フルタイム労働者は、その業務に従事する無期雇用労働者（事業主と期間の定めのない労働契約を締結している労働者をいう。以下同じ。）のうち、1週間の所定労働時間が最長の労働者のことをいうこと。このため、いわゆる正規型の労働者の全部又は一部が、無期雇用フルタイム労働者にも該当する場合があること。
  - 「所定労働時間が短い」とは、わずかでも短ければ該当するものであり、例えば通常の労働者の所定労働時間と比べて1割以上短くなければならないといった基準があるものではないこと。
  - 短時間労働者であるか否かの判定は、具体的には以下に従い行うこと。これは、労働者の管理については、その従事する業務によって異なっていることが通常と考えられることから、短時間労働者であるか否かを判断しようとする者が従事する業務と同種の業務に従事する通常の労働者がいる場合は、その労働者と比較して判断することとしたものであること。なお、同種の業務の範囲を判断するに当たっては、『厚生労働省編職業分類』の細分類の区分等を参考にし、個々の実態に即して判断すること。
    - 同一の事業主における業務の種類が1つの場合 - 当該事業主における1週間の所定労働時間が最長である通常の労働者と比較し、1週間の所定労働時間が短い通常の労働者以外の者が短時間労働者となること。
    - 同一の事業主における業務の種類が2以上あり、同種の業務に従事する通常の労働者がいる場合 - 原則として、同種の業務に従事する1週間の所定労働時間が最長の通常の労働者と比較して1週間の所定労働時間が短い通常の労働者以外の者が短時間労働者となること。
    - 同一の事業主における業務の種類が2以上あり、同種の業務に従事する通常の労働者がいない場合 - 当該事業主における1週間の所定労働時間が最長である通常の労働者と比較し、1週間の所定労働時間が短い通常の労働者以外の者が短時間労働者となること。
    - 同一の事業主における業務の種類が2以上あり、同種の業務に従事する通常の労働者がいる場合であって、同種の業務に従事する通常の労働者以外の者が当該業務に従事する通常の労働者に比べて著しく多い場合（当該業務に従事する通常の労働者の1週間の所定労働時間が他の業務に従事する通常の労働者の1週間の所定労働時間のいずれよりも長い場合を除く。） - 当該事業主における1週間の所定労働時間が最長の通常の労働者と比較して1週間の所定労働時間が短い当該業務に従事する者が短時間労働者となること。これは、たまたま同種の業務に従事する通常の労働者がごく少数いるために、そのような事情がなければ一般には短時間労働者に該当するような者までもが短時間労働者とならないことを避ける趣旨であるから、適用に当たって同種の業務に従事する通常の労働者と、当該事業主における1週間の所定労働時間が最長の通常の労働者の数を比較する際には、同種の業務において少数の通常の労働者を配置する必然性等から、事業主に短時間労働者としての法の適用を逃れる意図がないかどうかを考慮すべきものであること。

  - 「1週間の所定労働時間」を用いるのは、短時間労働者の定義が、雇用保険法等労働関係法令の用例を見ると1週間を単位としていることにならったものであること。この場合の1週間とは、就業規則その他に別段の定めがない限り原則として日曜日から土曜日までの暦週をいうこと。ただし、変形労働時間制が適用されている場合や所定労働時間が1月、数箇月又は1年単位で定められている場合などには、次の式によって当該期間における1週間の所定労働時間として算出すること。なお、日雇労働者のように1週間の所定労働時間が算出できないような者は、短時間労働者としては法の対象とならないが、有期雇用労働者として法の対象となる。ただし、日雇契約の形式をとっていても、明示又は黙示に同一人を引き続き使用し少なくとも1週間以上にわたる定形化した就業パターンが確立し、上記の方法により1週間の所定労働時間を算出することができる場合には、短時間労働者として法の対象となること。
    - （当該期間における総労働時間）÷（（当該期間の暦日数）／7）

  - 「事業主」を単位として比較することとしているのは、第8条に統合された整備法による改正前の労働契約法第20条において、事業主を単位として、期間の定めのある労働契約を締結している労働者と期間の定めのない労働契約を締結している労働者との間の不合理と認められる労働条件の相違を禁止していたこと、及び同一の事業所には待遇を比較すべき通常の労働者が存在しない場合があるなど、事業所を単位とすると、十分に労働者の保護を図ることができない場合が生じていると考えられることによるものであること。

この法律において「有期雇用労働者」とは、事業主と期間の定めのある労働契約を締結している労働者をいう（第2条2項）。「短時間・有期雇用労働者」とは、短時間労働者及び有期雇用労働者をいう（第2条3項）。
- 令和2年4月の改正法施行により、それまで本法の対象外であった「有期雇用労働者」（いわゆる「フルタイムパート」を念頭に置いている）も法の対象となることとなった。
- 短時間・有期雇用労働者であっても特に適用を除外されない限り、本法のほか、労働基準法、労働契約法など労働各法の適用をあわせて受ける。

この法律は、国家公務員及び地方公務員（いずれも非常勤の者を含む）または船員職業安定法上の「船員」には適用しない（第29条）。

## 国及び地方公共団体の責務
国は、短時間・有期雇用労働者の雇用管理の改善等について事業主その他の関係者の自主的な努力を尊重しつつその実情に応じてこれらの者に対し必要な指導、援助等を行うとともに、短時間・有期雇用労働者の能力の有効な発揮を妨げている諸要因の解消を図るために必要な広報その他の啓発活動を行うほか、その職業能力の開発及び向上等を図る等、短時間・有期雇用労働者の雇用管理の改善等の促進その他その福祉の増進を図るために必要な施策を総合的かつ効果的に推進するように努めるものとする（第4条1項）。地方公共団体は、前項の国の施策と相まって、短時間・有期雇用労働者の福祉の増進を図るために必要な施策を推進するように努めるものとする（第4条2項）。
厚生労働大臣は、短時間・有期雇用労働者の福祉の増進を図るため、短時間・有期雇用労働者の雇用管理の改善等の促進、職業能力の開発及び向上等に関する施策の基本となるべき方針（短時間・有期雇用労働者対策基本方針）を定めるものとする（第5条1項）。現在、令和2年度から令和6年度までの5年間を期間とする「短時間・有期雇用労働者対策基本方針」が策定されている。短時間・有期雇用労働者対策基本方針は、短時間・有期雇用労働者の労働条件、意識及び就業の実態等を考慮して定められなければならず、厚生労働大臣は、短時間・有期雇用労働者対策基本方針を定めるに当たっては、あらかじめ、労働政策審議会の意見を聴かなければならない（第5条3項、4項）。短時間・有期雇用労働者対策基本方針に定める事項は、次のとおりとする（第5条2項）。
1. 短時間・有期雇用労働者の職業生活の動向に関する事項
2. 短時間・有期雇用労働者の雇用管理の改善等を促進し、並びにその職業能力の開発及び向上を図るために講じようとする施策の基本となるべき事項
3. 前二号に掲げるもののほか、短時間・有期雇用労働者の福祉の増進を図るために講じようとする施策の基本となるべき事項

厚生労働大臣は、第6条~第14条に定めるもののほか、第3条1項の事業主が講ずべき雇用管理の改善等に関する措置等に関し、その適切かつ有効な実施を図るために必要な指針を定めるものとする（第15条）。現在「事業主が講ずべき短時間労働者の雇用管理の改善等に関する措置等についての指針（平成19年厚生労働省告示第326号）」が告示されている。

## 事業主の責務
事業主は、その雇用する短時間労働者について、その就業の実態等を考慮して、適正な労働条件の確保、教育訓練の実施、福利厚生の充実その他の雇用管理の改善及び通常の労働者への転換の推進に関する措置等を講ずることにより、通常の労働者との均衡のとれた待遇の確保等を図り、当該短時間労働者がその有する能力を有効に発揮することができるように努めるものとする（第3条1項）。
- 労働者の待遇をどのように設定するかについては、基本的には契約自由の原則にのっとり、個々の契約関係において当事者の合意により決すべきものであるが、現状では、短時間労働者の待遇は必ずしもその働き・貢献に見合ったものとなっていないほか、他の就業形態への移動が困難であるといった状況も見られる。このような中では、短時間労働者の待遇の決定を当事者間の合意のみに委ねていたのでは短時間労働者は「低廉な労働力」という位置付けから脱することができないと考えられるところ、それでは、少子高齢化、労働力人口減少社会において期待されている短時間労働者の意欲や能力の有効な発揮がもたらされるような公正な就業環境を実現することは難しい。そこで、第1条に定める法の目的を実現するために、短時間労働者の適正な労働条件の確保、教育訓練の実施、福利厚生の充実その他の雇用管理の改善及び通常の労働者への転換の推進について、事業主が適切に措置を講じていく必要があることを明らかにするため、第3条において、短時間労働者について、その就業の実態等を考慮して雇用管理の改善等に関する措置等を講ずることにより、通常の労働者との均衡のとれた待遇の確保等を図り、当該短時間労働者がその有する能力を有効に発揮することができるように努めるものとすることを事業主の責務としたものである（平成26年7月24日基発2号）。

事業主の団体は、その構成員である事業主の雇用する短時間労働者の雇用管理の改善等に関し、必要な助言、協力その他の援助を行うように努めるものとする（第3条2項）。
- 短時間労働者の労働条件等については、事業主間の横並び意識が強い場合が多く、事業主の団体を構成している事業にあっては、事業主の団体の援助を得ながら構成員である複数の事業主が同一歩調で短時間労働者の雇用管理の改善等を進めることが効果的である。そこで、事業主の団体の責務として、その構成員である事業主の雇用する短時間労働者の雇用管理の改善等に関し必要な助言、協力その他の援助を行うように努めることを明らかにしたものである。なお、これら事業主及び事業主の団体の責務を前提に、国は必要な指導援助を行うこととされ（第4条）、短時間労働者を雇用する事業主、事業主の団体等に対して、短時間労働者の雇用管理の改善等に関する措置等についての相談及び助言その他の必要な援助を行うことができる（第19条）こととされている（平成26年7月24日基発2号）。

事業主が、その雇用する短時間労働者の待遇を、当該事業所に雇用される通常の労働者の待遇と相違するものとする場合においては、当該待遇の相違は、当該短時間労働者及び通常の労働者の業務の内容及び当該業務に伴う責任の程度（以下「職務の内容」という）、当該職務の内容及び配置の変更の範囲その他の事情を考慮して、不合理と認められるものであってはならない（短時間労働者の待遇の原則（均衡待遇）、第8条）。「その他の事情」のうちいかなるものが「不合理」と判定されるか否かの具体例は、厚生労働省がガイドラインとして示している（同一労働同一賃金ガイドライン案、平成28年12月20日）。
事業主は、常時10人以上の短時間労働者を雇用する事業所ごとに、指針に定める事項その他の短時間労働者の雇用管理の改善等に関する事項を管理するために必要な知識及び経験を有していると認められる者のうちから当該事項を管理する者を短時間雇用管理者として選任するように努めるものとする（第17条、規則第6条-第7条）。短時間雇用管理者を選任した事業主は、当該短時間雇用管理者の氏名を事業所の見やすい場所に掲示する等して、その雇用する短時間労働者に周知させるよう努めるものとする（平成26年厚労告293号）。
- 「必要な知識及び経験を有していると認められる者」とは、短時間雇用管理者の職務を遂行するに足る能力を有する者をいい、事業所の人事労務管理について権限を有する者が望ましい。
- 短時間雇用管理者が担当すべき業務としては次のものが含まれる（平成26年7月24日基発2号）。
  - 法に定める事項は言うまでもなく、指針に定める事項その他の短時間労働者の雇用管理の改善等に関する事項について、事業主の指示に従い必要な措置を検討し、実施するとともに、必要に応じ、関係行政機関との連絡を行うこと。
  - 短時間労働者の労働条件、就業環境に係る事項等に関し、短時間労働者の相談に応ずること。

事業主は、短時間労働者を雇い入れたときは、速やかにこの法律の第9条-第13条（後述の項目）により、講ずることとしている措置の内容について、当該短時間労働者に説明しなければならない（第14条1項）。また、その雇用する短時間労働者から求めがあったときは、この法律の第6条-第13条（第8条は除く）により、措置を講ずべきこととされている事項に関する決定をするに当たって考慮した事項について、当該短時間労働者に説明しなければならない（第14条2項）。
事業主は、短時間労働者の雇用管理の改善等に関する事項に関し、その雇用する短時間労働者からの相談に応じ、適切に対応するために必要な体制を整備しなければならない（第16条）。

### 文書の交付・就業規則
事業主は、短時間労働者を雇入れたときは速やかに、当該短時間労働者に対して労働条件に関する事項のうち労働基準法で定める事項以外に厚生労働省令で定める以下の事項（「特定事項」）についても文書の交付その他厚生労働省令で定める方法（ファックス、電子メール）により明示しなければならない（第6条1項、規則第2条）。違反者は10万円以下の過料に処せられる（第31条）。特定事項以外の事項についても、文書の交付等により明示するよう努めるものとされる（第6条2項）。
- 昇給の有無
- 退職手当の有無
- 賞与の有無
- 短時間労働者の雇用管理の改善等に関する事項に係る相談窓口に関する事項

事業主は、短時間労働者に係る事項について就業規則を作成し、又は変更しようとするときは、当該事業所における短時間労働者の過半数を代表すると認められる者の意見を聴くよう努めるものとされる（第7条）。

### 一定の短時間労働者に対する差別的取扱いの禁止
国際労働条約第175号 第五条

パートタイム労働者が、パートタイムで働いているという理由のみによって、

時間、生産量又は出来高に比例して計算される基本賃金であって、

同一の方法により計算される比較可能なフルタイム労働者の基本賃金よりも

低いものを受領することがないことを確保するため、
国内法及び国内慣行に適合する措置をとる。
以下の要件を全て満たす労働者、すなわち通常の労働者と同視すべき短時間労働者については、賃金、教育訓練、福利厚生施設その他の待遇について、短時間労働者であることを理由として通常の労働者との間で差別的取扱いをしてはならない（均等待遇、第9条）。平成27年の改正により、「無期雇用契約」の要件は削除された。国際労働条約第175号を反映するものである。
1. 職務の内容が当該事業所に雇用される通常の労働者と同一の短時間労働者（職務内容同一短時間労働者）であること
2. 当該事業所における慣行その他の事情からみて、当該事業主との雇用関係が終了するまでの全期間において、その職務の内容及び配置が当該通常の労働者の職務の内容及び配置の変更の範囲と同一の範囲で変更されると見込まれるもの

### 賃金・教育訓練・福利厚生施設
事業主は、その雇用する、第9条に該当しない短時間労働者については、以下の措置を講ずることとされる。
賃金
事業主は、通常の労働者との均衡を考慮しつつ、その雇用する短時間労働者の職務の内容、職務の成果、意欲、能力又は経験等を勘案し、その賃金を決定するように努めるものとする（第10条）。ここでいう「賃金」には、以下のものは含まない（規則第3条）。
1. 通勤手当（職務の内容に密接に関連して支払われるものを除く）
  - 「職務の内容に密接に関連して支払われる通勤手当」とは、現実に通勤に要する交通費等の費用の有無や金額如何にかかわらず、一律の金額が支払われている場合など、名称は「通勤手当」であるが、実態としては基本給などの職務関連賃金の一部として支払われているものが該当する（平成26年7月24日基発0724第2号、職発第5号）。
2. 退職手当
3. 家族手当
4. 住宅手当
5. 別居手当
6. 子女教育手当
7. 前各号に掲げるもののほか、名称の如何を問わず支払われる賃金のうち職務の内容に密接に関連して支払われるもの以外のもの

教育訓練
事業主は、通常の労働者と同視すべき短時間労働者のみならず職務内容同一短時間労働者についても通常の労働者に対して実施する教育訓練であって、当該通常の労働者が従事する職務の遂行に必要な能力を付与するためのものについては、職務内容同一短時間労働者が既に当該職務に必要な能力を有している場合その他の厚生労働省令で定める場合を除き実施しなければならない（第11条1項）。「厚生労働省令で定める場合」とは、職務の内容が当該事業所に雇用される通常の労働者と同一の短時間労働者（第9条に規定する通常の労働者と同視すべき短時間労働者を除く）が既に当該職務に必要な能力を有している場合とする（規則第4条）。
事業主は、前項に定めるもののほか、通常の労働者との均衡を考慮しつつ、その雇用する短時間労働者の職務の内容、職務の成果、意欲、能力及び経験等に応じ、当該短時間労働者に対して教育訓練を実施するように努めるものとされる（第11条2項）。
福利厚生施設
事業主は、通常の労働者に対して利用の機会を与える福利厚生施設であって、健康の保持又は業務の円滑な遂行に資するものとして厚生労働省令で定めるもの（給食施設、休憩室、更衣室。規則第5条）については、その雇用する短時間労働者に対しても、利用の機会を与えるように配慮しなければならない（第12条）。

### 通常の労働者への転換
事業主は、通常の労働者への転換を推進するため、その雇用する短時間労働者について、次の各号のいずれかの措置を講じなければならない（第13条1項）。
1. 通常の労働者の募集を行う場合において、当該募集に係る事業所に掲示すること等により、その者が従事すべき業務の内容、賃金、労働時間その他の当該募集に係る事項を当該事業所において雇用する短時間労働者に周知すること
2. 通常の労働者の配置を新たに行う場合において、当該配置の希望を申し出る機会を当該配置に係る事業所において雇用する短時間労働者に対して与えること
3. 一定の資格を有する短時間労働者を対象とした通常の労働者への転換のための試験制度を設けることその他の通常の労働者への転換を推進するための措置を講ずること

## 紛争の解決
事業主は、以下の事項に関し、短時間労働者から苦情の申出を受けたときは、苦情処理機関（事業主を代表する者及び当該事業所の労働者を代表する者を構成員とする当該事業所の労働者の苦情を処理するための機関をいう。）に対し当該苦情の処理をゆだねる等その自主的な解決を図るように努めるものとする（第22条）。 
1. 特定事項に係る文書の交付等（第6条1項）
2. 通常の労働者と同視すべき短時間労働者に対する差別的取扱いの禁止（第9条1項）
3. 通常の労働者と同視すべき短時間労働者以外の職務内容同一短時間労働者に対する教育訓練（第11条1項）
4. 福利厚生施設の利用（第12条）
5. 通常の労働者への転換の推進（第13条）
6. 待遇の決定に当たって考慮した事項の説明（第14条）

都道府県労働局長は、上記の事項に関する紛争に関し、当該紛争の当事者の双方または一方からその解決につき援助を求められた場合には、当該紛争の当事者に対し、必要な助言・指導・勧告をすることができ（第24条1項）、調停の申請があった場合において当該紛争の解決のために必要があると認めるときは、紛争調停委員会に調停を行わせるものとする（第25条1項）。事業主は、援助を求めたこと又は調停を申請したことを理由として、当該短時間労働者に対して解雇その他の不利益な取扱いをしてはならない（第24条2項、第25条2項）。
厚生労働大臣（厚生労働大臣が全国的に重要であると認めた事案に係るものを除き、事業主の事業所の所在地を管轄する都道府県労働局長が行うものとする）は、短時間労働者の雇用管理の改善等を図るため必要があると認めるときは、短時間労働者を雇用する事業主に対して、報告を求め、又は助言、指導若しくは勧告をすることができる（第18条1項、規則第8条）。厚生労働大臣（都道府県労働局長に委任可）は、前記の1~6及び第16条の規定に違反している事業主に対し、勧告をした場合において、この勧告を受けた者がこれに従わなかったときは、その旨を公表することができる（第18条2項）。 

## 歴史
- 1994年6月 - ILO第81回総会で「パートタイム労働に関する条約」（ILO175号条約、日本は未批准）採択
- 2015年4月 - 法改定により、差別取扱いの禁止、通常の労働者への転換措置が追加された。
- 2019年4月 - 働き方改革関連法の成立により、通常の労働者との間の待遇の相違の内容について、説明義務が課せられた。